# Südschleswigsche Heimatzeitung
Die Südschleswigsche Heimatzeitung war eine Tageszeitung, die vom 25. September 1948 bis 1974 in Husum herausgegeben wurde. Das Presseorgan des im selben Jahr gegründeten Südschleswigschen Wählerverbandes positionierte sich deutlich auf Seiten der dänischen Minderheit des Landesteils Südschleswig. Dennoch erschien die Zeitung in deutscher Sprache. Der SSW-Gründungsvorsitzende Svend Johannsen gehörte zu den drei von den britischen Besatzern ernannten Lizenzträgern. Nachdem die Leserzahlen immer weiter sanken, wurde die Südschleswigsche Heimatzeitung 1974 eingestellt. Danach erschien das Blatt als Beilage zur Flensborg Avis.
Die Südschleswigsche Heimatzeitung stand in einem Wettbewerb mit der dänischen Flensborg Avis und mit dem deutschen konservativ orientierten Flensburger Tageblatt.